# NGC 7459
NGC 7459 هي مجرة تتبع كوكبة الحوت. اكتشفها لويس سويفت في 26 أكتوبر 1884.

## روابط خارجية
- NGC 7459 على موقع ويكي سكاي: DSS2, SDSS, GALEX, IRAS, Hydrogen α, X-Ray, Astrophoto, Sky Map, Articles and images